# Spiros Pavlidis
Spiros Pavlidis este o dansator profesionist și un sex-simbol din Grecia. În anul 2007 , a participat împreună cu Ourania Kolliou la  Concursul de dans Eurovision 2007 , clasând-use pe locul 13. 